# Okularist

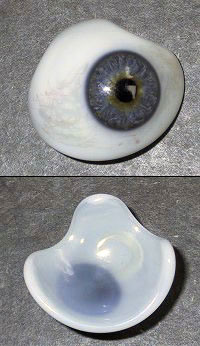
Vorder- und Rückseite einer Augenprothese

Okularist (auch Ocularist) bezeichnet den Beruf des Herstellers von Augenprothesen. Er passt sie den Patienten auch an, berät und betreut sie in allen Fragen zur speziellen okularen Prothetik und entsprechenden Versorgung. Andere Bezeichnungen für Okularist sind Kunstaugenhersteller, Augenkünstler oder Augenprothetiker.
Als Pionier auf diesem Gebiet gilt der Franzose Auguste Boissonneau. In Deutschland gab es im Jahr 2010 etwa 60 Okularisten, im Jahr 2018 waren es etwa 70. In Österreich waren es im Jahr 2017 noch drei Betriebe mit Sitz in Wien, in Niederösterreich und der Steiermark.
Die Ausbildung in Deutschland dauert sechs Jahre, sie ist nicht staatlich anerkannt. Die zweistufige Ausbildung mit entsprechenden Prüfungen erfolgt durch den Bundesverband Deutsche Ocularistische Gesellschaft e. V. (DOG) und den Allgemeinen Ocularisten Verband e. V. (AOV).